# Desa (India)
Desa is een plaats in het district Doda van het Indiase unieterritorium Jammu en Kasjmir.

## Demografie
Volgens de volkstelling uit 2011 heeft de plaats een populatie van 8.728, waarvan 4.474 mannen en 4.254 vrouwen. Onder hen waren 1.819 kinderen met een leeftijd tussen de 0 en 6 jaar. De plaats had in 2011 een alfabetiseringsgraad van 58,62%. Onder mannen was dit 75,63% en onder vrouwen 40,56%.